# Der Ring des Generals
Der Ring des Generals (Originaltitel: Löwensköldska ringen) ist ein Roman der schwedischen Schriftstellerin Selma Lagerlöf. Der Roman erschien 1925 und bildet den ersten Teil der Löwensköld-Trilogie. Er spielt im Schweden des 18. Jahrhunderts und handelt von dem schicksalsschwangeren Fluch, der auf einem alten Ring liegt. Der Fluch wirkt durch die Generationen in der gesamten Roman-Trilogie fort.

## Handlung
Bengt Löwensköld ist im Großen Nordischen Krieg in der schwedischen Armee vom einfachen Soldaten zum Generalmajor aufgestiegen. König Karl XII. hat ihn zum Lohn für seine militärischen Verdienste nicht nur geadelt und ihm das Gut Hedeby verliehen, sondern ihm auch einen wertvollen Ring geschenkt. Diesen Ring, auf den er sehr stolz ist, nimmt General Löwensköld mit ins Grab.
Eines Tages stehlen der Bauer Bård Bårdsson und dessen Frau den Ring aus dem Grab. Seitdem wird Bård Bårdsson vom Unglück verfolgt: Sein Hof brennt ab, Tiere gehen ein, das Getreide erfriert, die Frau begeht Selbstmord. Auf dem Totenbett gesteht Bård Bårdsson dem Propst, dass er den Ring gestohlen hat, und übergibt dem Geistlichen den Ring. Doch Bård Bårdssons Sohn Ingilbert hat das Gespräch belauscht und raubt dem Propst den Ring.
Am nächsten Tag werden drei Bauern, Erik Ivarsson, dessen Bruder Ivar Ivarsson und Eriks Pflegesohn Paul Eliasson, im Wald mit der Leiche von Ingilbert angetroffen. Sie werden verdächtigt, Ingilbert ermordet und den Ring geraubt zu haben. Obwohl der Ring nicht gefunden wird, werden sie wegen Mordes und Raubes angeklagt. Da alle drei die Tat bestreiten, soll auf Anordnung des Königs durch Gottesurteil bestimmt werden, wer von den dreien den Mord begangen hat. Das Gottesurteil liefert jedoch kein eindeutiges Ergebnis, und so wird der König erneut um Rat gefragt. Auf Betreiben von Rittmeister Löwensköld, dem Sohn von General Löwensköld, wird das Gottesurteil so ausgelegt, dass alle drei hingerichtet werden sollen, obwohl keiner von ihnen ein Schuldbewusstsein gezeigt hatte. Unmittelbar vor der Hinrichtung gibt Paul Eliasson seine Mütze seiner Verlobten Marit Eriksdotter, der Tochter von Erik Ivarsson.
Dreißig Jahre später findet Marit zufällig heraus, dass sich in der Troddel der Mütze, die sie einst von Paul Eliasson erhalten hatte, der gestohlene Ring befindet, der nach ihrer Überzeugung Ingilbert Bårdsson dort hineingewoben hatte, ohne dass dies Paul Eliasson bewusst war, als der die Mütze wegen ihrer Buntheit an sich nahm. Marit will sich an den Löwenskölds für den Tod ihres Vaters, ihres Onkels und ihres Verlobten rächen und nutzt eine Gelegenheit, den Ring nach Hedeby zu schmuggeln. Seit diesem Tag spukt es auf Hedeby: Das Gespenst des Generals sucht dort den Ring. Der Student Adrian Löwensköld, Enkel des inzwischen verstorbenen Rittmeisters Löwensköld, will dem Geist helfen und folgt dessen verzweifeltem Winken. Doch hierbei bricht er ohnmächtig zusammen. Er liegt im Sterben, keiner kann etwas für ihn tun. Nur die wegen ihrer Heilkunde hoch angesehene Marit Eriksdotter wäre hierzu in der Lage. Die junge Haushälterin der Löwenskölds, Malvina Spaak, geht zu Marit und bittet sie, Adrian zu helfen. Aber Marit weigert sich, denn sie hasst alle Löwenskölds. Malvina bricht in Tränen aus, weil sie Adrian liebt. Hierdurch wird Marit weich, weil sie sich an ihre eigene Liebe zu Paul Eliasson erinnert. Sie verspricht zu helfen. Sie alleine weiß, wo sich der Ring befindet, und schafft diesen heimlich zurück in das Grab des Generals. In diesem Augenblick wird Adrian wieder gesund. Doch als Adrian sich bei Malvina bedankt, erfährt Malvina von ihm, dass er mit einer anderen Frau verlobt ist.

## Bedeutung
Der Ring des Generals stellt eine Spukgeschichte dar, wie Selma Lagerlöf sie liebte. Herrn Arnes Schatz und Der Fuhrmann des Todes enthalten ähnliche Elemente von Spuk- und Geistererscheinungen und das Motiv von Schuld und Sühne bzw. Strafe. Zugleich trägt Der Ring des Generals aber auch Züge einer Liebesgeschichte und einer Detektivgeschichte. Die Geschichte variiert das alte Motiv, dass begangenes Unrecht Rache und neues Unrecht nach sich zieht.
Der nur kurze, etwa hundert Druckseiten umfassende, Roman behandelt einen Zeitraum, der sich über fast ein Jahrhundert erstreckt, von den Kriegen Karls XII. bis hin zum späten 18. Jahrhundert. Geschrieben ist er in einem knappen, lakonischen, schlichten Stil, der dem Roman etwas von einer alten Sage verleiht. In der Szene etwa, in der Paul Eliasson von Marit Abschied nimmt, wird die innige Liebe im Angesicht des Todes in einer eindringlichen Weise geschildert, die an Hektors Abschied von Andromache in der Ilias erinnert.
Geschickt arbeitet Selma Lagerlöf auch mit Auslassungen: Die Frage, wie letztlich der Ring in die Mütze von Paul Eliasson gekommen ist, bleibt offen bzw. wird nur aus der Perspektive der Protagonisten des Romans beleuchtet. In einer Szene setzt die Handlung aus, und der Erzähler meldet sich zu Wort: Er bezeichnet die Geschichte als alte Sage, die er einst gehört hat. Hier wechselt die personale Erzählsituation, die den Roman über weite Strecken kennzeichnet und ihm einen modernen Zug gibt, zur Ich-Erzählsituation, die hier – da der Erzähler nur Vermittlungsinstanz und keine Figur innerhalb der Erzählung bildet – mit der auktorialen Erzählsituation zusammenfällt.
Der Ring des Generals bildet gewissermaßen das Vorspiel zu den beiden folgenden Romanen der Trilogie, Charlotte Löwensköld und Anna, das Mädchen aus Dalarne. Das Thema, das in den weiteren Romanen ausgeführt wird, wird hier angeschlagen, nämlich Selbstsucht und Narzissmus. Der Ring, durch kriegerische Taten erworben und dadurch blutbesudelt, weckt immer wieder die Habgier der Menschen. Sogar der Geist des toten Generals weist, als er sich dem jungen Adrian zeigt, wilde und lüsterne Gesichtszüge auf. Immer wieder bringt der Ring nur Unheil unter die Menschen. Dass der im Krieg erworbene Ring nur Unheil mit sich führt, verweist auch zurück auf Selma Lagerlöfs pazifistisches Bekenntnis in Das heilige Leben. Zugleich handelt Der Ring des Generals auch von schweren sozialen Konflikten: Die adlige Familie der Löwenskölds bringt den einfachen Menschen immer wieder Unglück und zieht deren Hass auf sich.
Kurz vor Schluss des Romans scheint auf eine für Selma Lagerlöf typische Weise alles gut zu werden und die Liebe über den Hass zu siegen: Marit verzichtet auf ihre Rache, als sie sich durch Malvina Spaaks Liebe zu Adrian an ihre eigene Liebe zu Paul Eliasson erinnert fühlt. Doch Malvinas Liebe und damit auch Marits Erwartung werden enttäuscht. Welche Folgen das für das weitere Schicksal der Löwenskölds und den auf dem Ring liegenden Fluch hat, wird erst im weiteren Verlauf der Trilogie deutlich.
Das Symbol des Ringes ist ein häufig verwendetes Motiv, etwa in Richard Wagners Der Ring des Nibelungen. Unmittelbares Vorbild für Selma Lagerlöf war allerdings der Ring aus Zacharias Topelius’ Erzählungen des Feldschers.

## Ausgaben

### Schwedisch
- Selma Lagerlöf: Löwensköldska ringen ; Charlotte Löwensköld. Bonnier, Stockholm 2005, ISBN 91-0-010743-3.

### Deutsch
- Selma Lagerlöf: Die Löwenskölds. Roman. Lübbe, Bergisch Gladbach 1983, ISBN 3-404-10298-3.
- Selma Lagerlöf: Die Löwenskölds. Roman. Heyne, München 1976, ISBN 3-453-44025-0.